# Cohiba

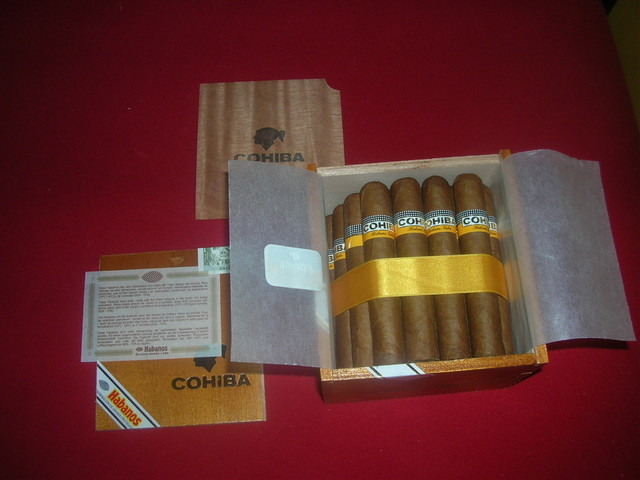
Några Cohiba Robustos-cigarrer.

Cohiba är ett kubanskt cigarrmärke, skapat 1968. Två Cohiba finns för närvarande, originalet som produceras på Cuba av Habanos SA, och dessutom finns en Dominikansk variant som säljs i USA. Namnet Cohiba kommer av Tainoindianernas ord för tobak. Cohiba var ursprungligen inte till allmänheten, utan var exklusiv till Fidel Castro och andra högt uppsatta kubanska politiker. Cigarrmärket började säljas till allmänheten först 1982.

## Modeller
Cigarren finns i följande modeller:
- Espléndido (Churchill, 178 mm)
- Lanceros (Long Panatela, 192 mm)
- Coronas Especiales (Panatela, 152 mm)
- Robustos (Robusto, 124 mm)
- Exquisitos (Belvedere, 125 mm)
- Panatelas (Small Panatela, 114 mm)
- Siglo I (Half Corona, 102 mm)
- Siglo II (Petit Corona, 129 mm)
- Siglo III (Lonsdale, 156 mm)
- Siglo IV (Corona Extra, 143 mm)
- Siglo V (Grand Corona, 171 mm)